# Franciszek Nowak (rzeźbiarz)

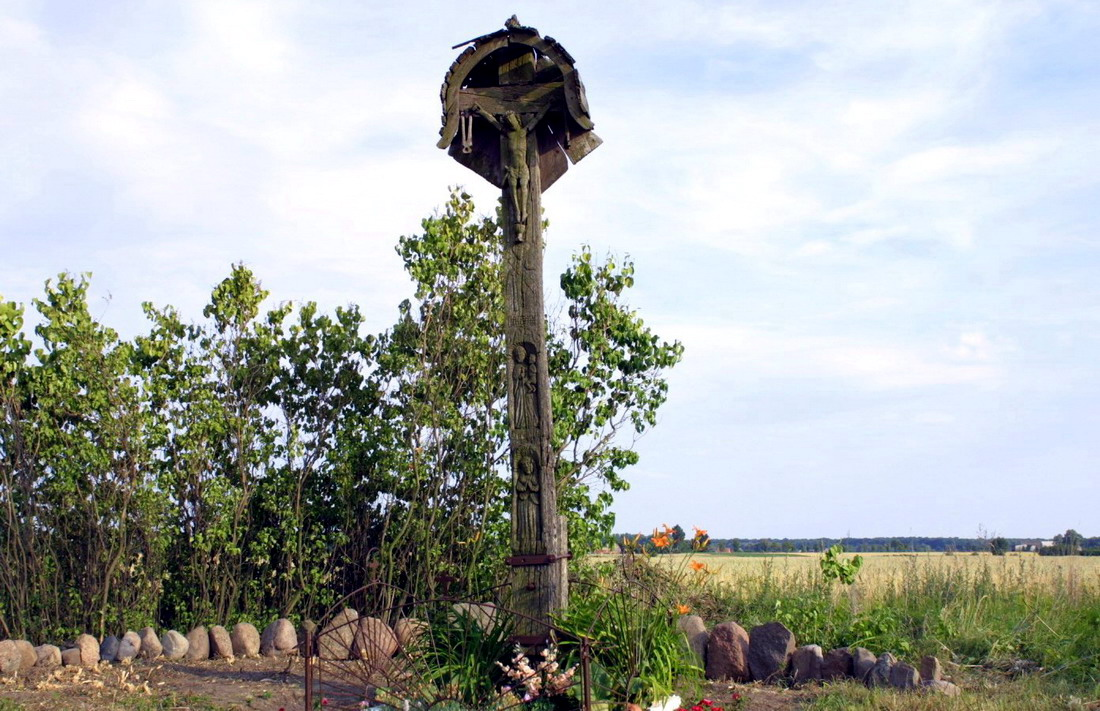
Krzyż autorstwa Franciszka Nowaka

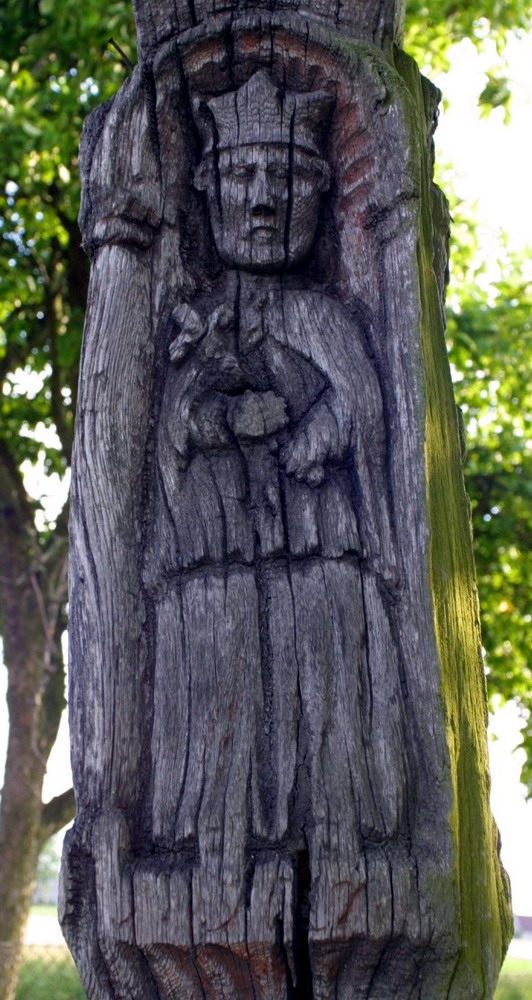
Płaskorzeźba przedstawiająca św. Jana Nepomucena

Franciszek Nowak (ur. 1810 w Raszewach, zm. 1894 w Smolicach) – rzeźbiarz ludowy tworzący w okolicach Gostynia, Krotoszyna i Rawicza.
Mieszkał w Raszewach i w Smolicach, koło Krotoszyna. Współczesny Pawłowi Brylińskiemu, działał od połowy XIX wieku, prawdopodobnie do 1878 roku (datowania ostatniego dzieła). Z zawodu cieśla. Był wędrownym świątkarzem. Chodził od wsi do wsi, ubrany w fałdzistą wołoszkę, z opadającymi na barki długimi włosami. Stworzył wiele dzieł ludowych, rzeźbił i płaskorzeźbił między innymi słupy dębowe (Kuklinów), krzyże (Nepomucenów, Dubin). Do roku 1939 zachowało się około 30 jego prac, w czasie II wojny światowej znaczna część uległa zniszczeniu na skutek planowych akcji okupantów niemieckich.